# Martin Weinek
Martin Weinek, né le 30 juin 1964 à Leoben en Styrie, est un acteur autrichien. Il est connu pour avoir interprété le rôle de l' Inspecteur Fritz Kunz de la police criminelle dans Rex. Il s'intéresse également au vin et à la viticulture, et il produit du vin dans une vieille ferme en Autriche.

## Biographie
Weinek s'est formé entre 1983 et 1986 auprès du Prof. Peter P. Jost, puis s'est consacré au théâtre à partir de 1986 dans quelques productions viennoises. Son premier petit rôle dans un film est celui de liftier dans le film Nachsaison (Basse saison).  
En 1987, il a un rôle dans l'œuvre théâtrale Der Lechner Edi schaut ins Paradies de Jura Soyfer sous la direction de Georg Mittendrein, dans le cadre du festival Ruhrfestspiele Recklinghausen, et le rôle d'un boueux dans le film Müllomania de Dieter Berner.  
Entre 1988 et 1989, il est engagé par le Jura-Soyfer-Theater à Vienne et par d'autres théâtres plus petits, où il travaille comme metteur en scène, directeur artistique et producteur. Puis, en 1989, il joue dans la série de la télévision autrichienne, Calafati Joe. De 1990 à 1991, il est directeur artistique du Hernalser Stadttheater à Vienne.  
Depuis 1999, il doit aussi sa popularité à la série télévisée, Rex, chien flic, dont il est acteur permanent.  
Martin Weinek est un amateur de vin et de viticulture : en effet, depuis 1993, il a sa propre production de vignes au Hagensdorf, un hameau en  pleine campagne dans la commune de Heiligenbrunn, qu'il assure personnellement avec sa femme Eva, elle aussi actrice et dramaturge. L'exploitation est installée dans une vieille maison de paysans, rénovée et modernisée sous la direction de Madame Eva Weinek. La propriété des Weinek a environ trois hectares.  
Après avoir quitté « Rex », Martin Weinek reprendra du service en 2008 dans « Rex à Rome » sous Fritz Kuntz.

## Filmographie
- 1989 : Calafati Joe
- 1999-2004, 2008-2009 : Rex
- 2004 : Silentium
- 2005 : Grenzverkehr
- 2006 : Unter weißen Segeln (Épisode Träume am Horizont)
- 2007 : Die Rosenheim-Cops (Épisode Liebe bis zum Ende)